# Hällbotjärnen
Hällbotjärnen är en sjö i Hudiksvalls kommun i Hälsingland och ingår i Delångersåns huvudavrinningsområde. Hällbotjärnen ligger i Storberget Natura 2000-område.